# Tantaliana crepax
Tantaliana crepax is een vlinder uit de familie Eupterotidae. De wetenschappelijke naam van deze soort is voor het eerst geldig gepubliceerd in 1860 door Wallengren.
De soort komt voor in tropisch Afrika.